# Оскар Альберто Перес
Оскар Альберто Перес (ісп. Óscar Alberto Pérez; 1981–2018) — венесуельський офіцер поліції і лідер повстанців. Відомий викраденням вертольота і обстрілом будівлі МВС в Каракасі в ході протестів та конституційної кризи у Венесуелі 2017 року.

## Біографія
Народився у 1981 році в Каракасі, виріс там же. Його мати Амінта Роза Перес була представницею середнього класу. Імені свого біологічного батька Оскар ніколи не знав.
Перес з 2000 року служив слідчим в корпусі карного розшуку та департаменті судово-медичної експертизи Венесуели. Пізніше він став членом бригади спеціальних дій, будучи висококваліфікованим спеціалістом зі зброї, і начальником вертолітних операцій CICPC. Він часто демонстрував свої навички зброї в соціальних мережах.
Працюючи з нижчими шарами венесуельського суспільства, Перес також вирішив надавати їм посильну допомогу поза службою і співпрацював з кількома благодійними організаціями.
У 2015 році знявся у фільмі «Відкладена смерть» (ісп. Muerte Suspendida) режисера Оскара Ріваса Гамбоа, зігравши там головну роль.
У 2001 році Оскар Перес одружився з дівчиною на ім'я Данаїс Вівас. У пари було троє дітей. Незважаючи на католицьке виховання, в 2008 році він перейшов в євангелізм.
28 червня 2017 року Перес вкрав вертольот, що належав підрозділу науково-технічного та криміналістичного аналізу венесуельської поліції. З вертольота Перес зробив близько п'ятнадцяти пострілів по будинку Міністерства внутрішніх справ Венесуели і скинув декілька гранат на будівлю Верховного суду країни. Особи, що знаходилися на борту вертольота розгорнули транспарант з посиланням на 350-ту статтю Конституції Венесуели. Ця стаття дозволяє громадянам боротися проти утиску їх прав..
23 листопада 2017 року Перес з'явився на інтернет-відео. Він сидів поруч з людиною, яка критикувала корупцію венесуельського уряду. По завершенні відео Перес поділився своїми словами, вимагаючи відновлення протестів венесуельського народу, заявивши, що «генерали без військ — це ніхто».
18 грудня Оскар Перес вкрав 26 гвинтівок і 3 автоматичних пістолета з командування Національної гвардії в Лос-Текс, штат Міранда, обеззброївши і зв'язавши національних гвардійців.
15 січня 2018 року венесуельська армія і національна гвардія Венесуели почали операцію по захопленню Оскара Переса, який був затриманий в західному районі Каракаса Ель-Юнкіто. Перес опирався затриманню. Після трьох годин стрільби Перес і частина його людей були застрелені, а решта п'ять арештовані, поліція також зазнала втрат з двома вбитими офіцерами і п'ятьма пораненими. Його смерть була підтверджена поліцією Венесуели наступного дня.